# La Forteresse assiégée
 (février 2019).
Si vous disposez d'ouvrages ou d'articles de référence ou si vous connaissez des sites web de qualité traitant du thème abordé ici, merci de compléter l'article en donnant les références utiles à sa vérifiabilité et en les liant à la section « Notes et références ».
Pour le livre du même nom, voir La Forteresse assiégée (livre).
Pour plus de détails, voir Fiche technique et Distribution.
La Forteresse assiégée est un téléfilm de Gérard Mordillat, sorti le 22 novembre 2006 sur Arte.

## Synopsis
Rescapé des premières batailles de la guerre franco-prussienne de 1870, le soldat Charles-Henri Mondel, fuyant avec les régiments une déroute de l'armée de Mac-Mahon, se réfugie dans la citadelle de Bitche, la dernière place-forte française à résister à la percée de l'ennemi.
Là, s'adressant à la caméra à la manière d'un reporter de guerre contemporain, il devient notre témoin, nous faisant vivre en direct ce que les hommes ont vu et enduré pendant ce conflit.
Près d'un siècle et demi plus tard, Patrick Mille abandonne l'uniforme de Charles-Henri Mondel, revient sur les champs de bataille, dans les palais où se rencontraient Napoléon III, Bismarck, Guillaume Ier, dans la forteresse de Bitche, pour enquêter auprès d'historiens.
Croisant sans cesse passé et présent, La Forteresse assiégée est un roman télévisuel qui a pour ambition de s'interroger par l'image sur la manière de penser la guerre.
Ce téléfilm sert de support à la visite des souterrains de la citadelle de Bitche.

## Distribution
- Patrick Mille : Mondel
- Jacques Pater : le Commandant Teyssier
- Virginie Ledoyen : l'impératrice Eugénie
- François Cluzet : Napoléon III
- Laurent Becker : Antoine
- Lorraine Mordillat : Jeanne
- Michael Hiller : Général Von Moltke
- René Schack : Baron Von Nagel
- Patrice Valota : le capitaine Guéry
- Benoît Muracciole : Capitaine Jouart
- Bertrand Constant : Adjudant Schmitt
- Jonathan Lasserre : soldat dans la liste des morts